# Gō Ikeyamada
Gō Ikeyamada (jap. 池山田 剛, Ikeyamada Gō; * 25. Mai in Sendai) ist eine japanische Mangaka. Ihre Werke lassen sich in das Genre Shōjo einordnen und werden zumeist über das Magazin Shōjo Comic veröffentlicht. Ihr Debüt hatte sie mit Get Love!! im Jahr 2002. Ihre Serien Moe Kare!! und Hab dich lieb, Suzuki-kun!! erscheinen auf Deutsch bei Egmont Manga und Anime.

## Werke
- Get Love!! (2002)
- Ōkami Nanka Kowakunai!? (オオカミなんかコワくないっ!?, 2003)
- Get Love!! Field no Ōji-sama (GET LOVE!! 〜フィールドの王子さま〜, 2003)
- Moe Kare!! (萌えカレ!!, 2005–2006)
- Valentine Nanka Kowakunai!? (2005)
- Shōnen × Cinderella (少年×シンデレラ, 2006)
- Uwasa no Midori-kun!! (うわさの翠くん!!, 2006–2008)
- Lovely Banchō (2007)
- Hab dich lieb, Suzuki-kun!! (好きです鈴木くん!!, Suki Desu Suzuki-kun!!, seit 2008)